# 국립수산물품질관리원 평택지원
국립수산물품질관리원 평택지원(國立水産物品質管理院 平澤支院)은 국립수산물품질관리원의 업무를 분장하기 위하여 설립된 대한민국 해양수산부 국립수산물품질관리원 소속기관이다. 경기도 평택시 포승읍 만호리 평택항만길 73 평택항마린센터 4층에 위치하고 있다.

## 관할구역
- 경기도 중 평택시, 안성시
- 충청북도 중 장항지원 관할구역을 제외한 전지역
- 충청남도 중 당진군, 태안군, 서산시, 아산시, 천안시

## 같이 보기
- 국립수산물품질관리원 장항지원
- 국립수산물품질관리원 통영지원
- 국립수산물품질관리원 강릉지원
- 국립수산물품질관리원 서울지원
- 국립수산물품질관리원 여수지원
- 국립수산물품질관리원 완도지원
- 국립수산물품질관리원 인천지원
- 국립수산물품질관리원 인천공항지원
- 국립수산물품질관리원 제주지원
- 국립수산물품질관리원 목포지원
- 국립수산물품질관리원 포항지원
- 국립수산물품질관리원 부산지원